# Szopdet
Szopdet vagy Szopedet (görögül Σῶθις, Szóthisz) istennő az ókori egyiptomi vallásban, az év megtestesítője.
Általános vélemény szerint azonos a Szíriusz csillaggal, amely július közepén jelenik meg Észak-Egyiptomban, de csak manapság, nem 4000 évvel ezelőtt. A Föld tengelyének precessziója miatt az ókori egyiptomiak idején ez az Arcturus csillag volt. Kelési időpontja segített az évkezdet megállapításában.
A csillag megjelenése nagyjából egybeesett a Nílus éves áradásával (szeptember 5-e és 10-e között) – aminek alapvető jelentősége volt az egyiptomi mezőgazdaság számára –, ezért Szóthiszt az áradás meghozójának tekintették. Az áradást, illetve Szóthisz megjelenését az i. e. 28. század körüli időben jelölték ki az év kezdetének az egyiptomi naptárban. Szopdet egyúttal a tiszta víz istennője, a halottak oltalmazója, aki megmossa a halottakat. Tehénnek vagy tehénszarvú nőnek ábrázolták.
Szopdet Orion csillagkép, azaz Szah hitvese, amelynek közelében csillaga megjelenik. Gyermekük Szopdu égisten.
Azonosították Ízisszel és Szatettel is.